# Максиміліан Тульє
Максиміліан Марцелі Тульє (пол. Maksymilian Marceli Thullie; 16 січня 1853, Львів — 1 вересня 1939, там само) — польський інженер. Доктор технічних наук (1901), почесний професор (1926). 1889—1925 — завідувач кафедри будівництва мостів, 1893 — звичайний професор Львівської політехнічної школи. Ректор Львівської політехнічної школи у 1894 і 1910 роках. Почесний професор Львівської політехніки. Один із розробників правил використання залізобетону в будівництві мостів; запровадив поняття фази.

## Біографія

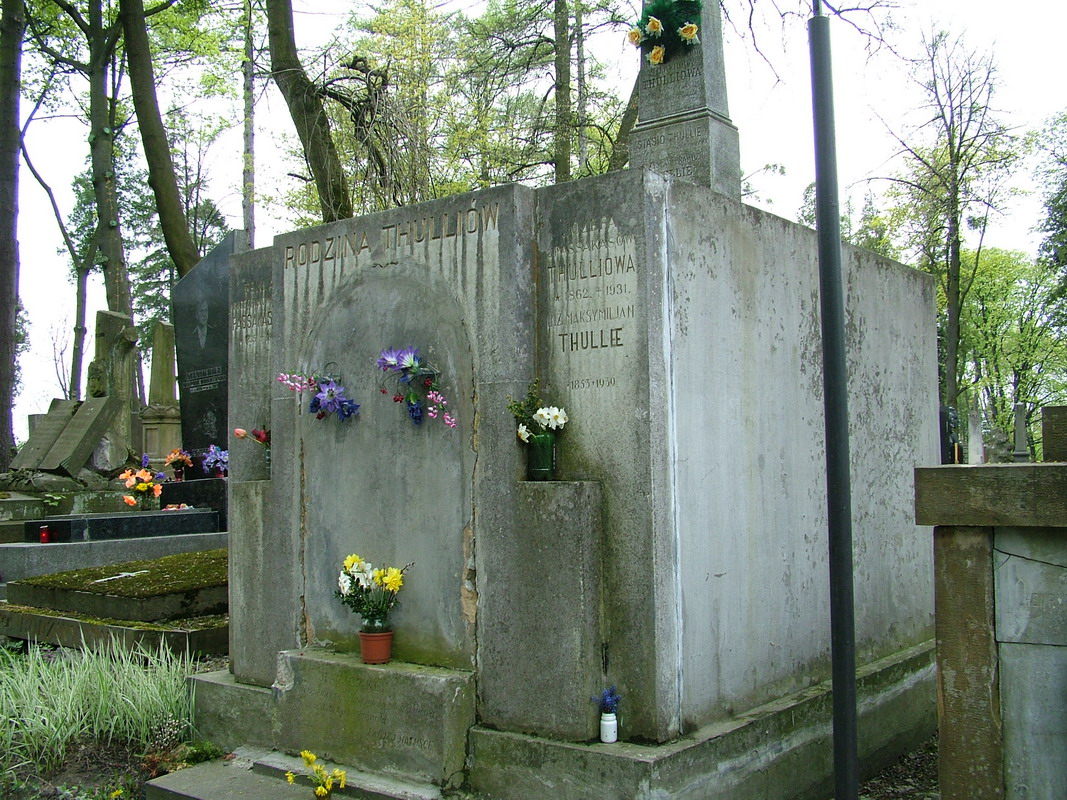
Склеп родини Тульє на Личаківському цвинтарі

У 1871 — студент Львівської технічної академії, наступного року перевівся до Віденського технічного університету, де закінчив факультет інженерії (1876). Від 1876 року працював у Львівсько-Чернівецькій залізниці. 1878 року здобув звання інженера, викладач теорії будівництва мостів, будівельної механіки, штатний доцент, з 1888 — безплатний надзвичайний професор статики будівництва і теорії мостів, 1889—1925 — завідувач кафедри будівництва мостів, 1893 — звичайний професор Львівської політехнічної школи. Ректор Львівської політехнічної школи у 1894 і 1910 роках.
Від 1877 року був членом Політехнічного товариства у Львові. Упродовж 1885—1893 років працював редактором друкованого органу товариства — часопису «Czasopismo Techniczne».
1894 року ініціював побудову у подвір'ї Львівської політехніки залізобетонного моста-арки (стоїть там й досі), як експоната для Загальної крайової виставки, що відбулася з 5 червня до 10 жовтня 1894 року на верхній терасі Стрийського парку у Львові.
Автор 29 підручників та 183 наукових праць.
Помер у день початку Другої світової війни, 1 вересня 1939 року. Похований на полі № 71 Личаківського цвинтаря.